# Drzemka pana Prospera
Drzemka pana Prospera (także Drzymka pana Prospera) – komedia Jana Aleksandra Fredry w pięciu aktach wierszem. Prapremiera odbyła się we Lwowie 10 stycznia 1866.

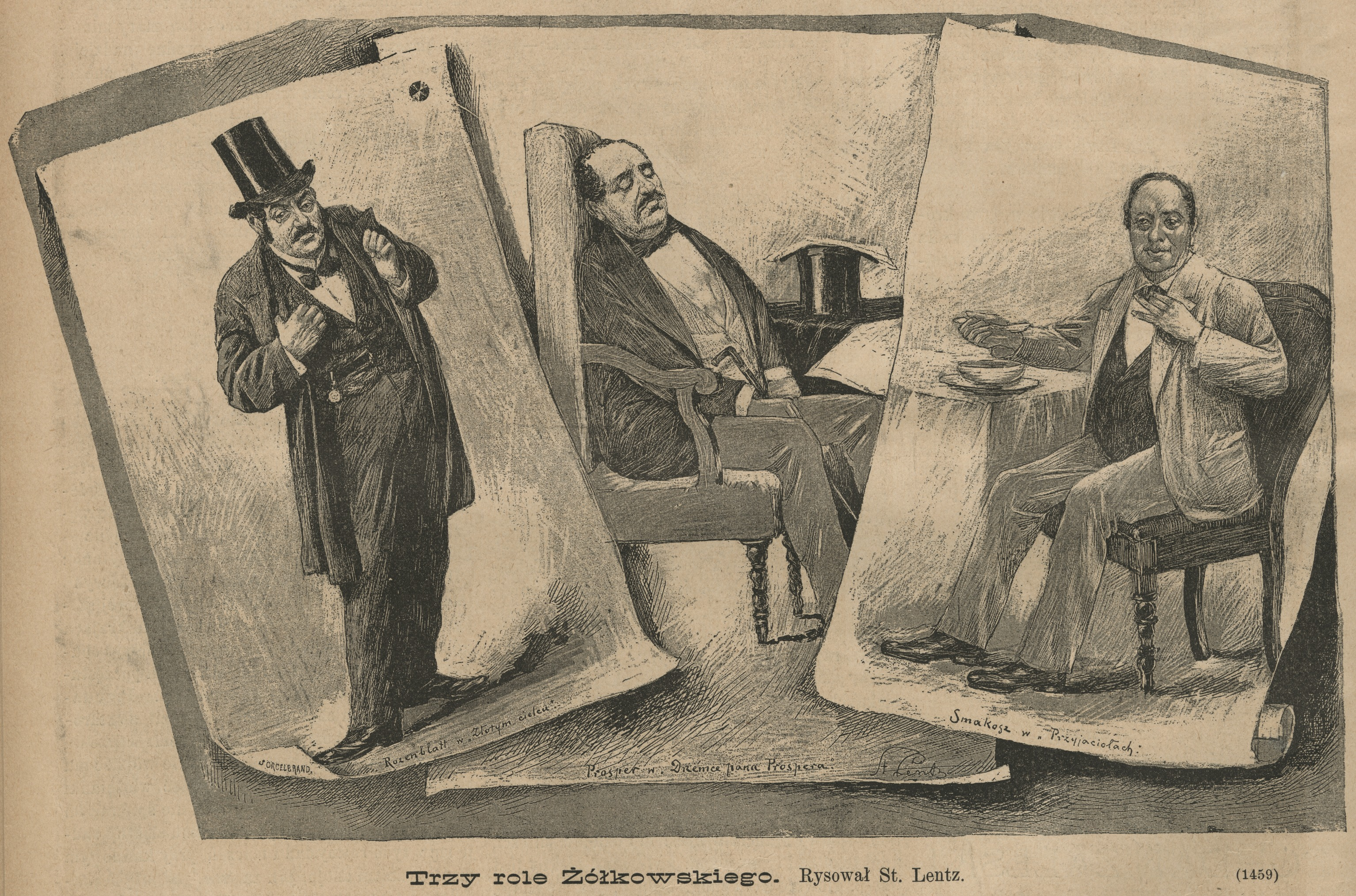
Alojzy Żółkowski w roli śpiącego Prospera Brony (środkowa postać).

## Treść
Prosper Brona, obywatel ziemski spędza karnawał w mieście wraz z żoną i przyjaciółmi. Ponieważ nie nawykł do tempa życia wielkiego miasta a na dodatek zapomniał o poobiedniej drzemce, niespodziewanie zasypia w fotelu w salonie primadonny Ireny Belmani. W czasie jego krótkiej drzemki w salonie dochodzi do osobistych rozmów, ujawniających intymne stosunki z Ireny z Alfredem Darskim i Baronem Wartgeldem. Gdy Prosper budzi się i wstaje z ustawionego tyłem do gości fotela, wszyscy są zaskoczeni i przerażeni, że ich tajemnice doszły do niewłaściwych uszu. W kolejnych scenach próbują wymusić dyskrecję na Prosperze, który nie ma zielonego pojęcia o co chodzi.